# Buchberg (Szwajcaria)
Buchberg – miejscowość i gmina w północnej Szwajcarii, w kantonie Szafuza. Leży nad Renem.   

## Demografia
W Buchbergu mieszkają 864 osoby. W 2021 roku 9,6% populacji gminy stanowiły osoby urodzone poza Szwajcarią. 

## Współpraca
Miejscowość partnerska:
- Schnaittenbach, Niemcy